# 頭脳回転ずしQ兵衛
『頭脳回転ずしQ兵衛』（ずのうかいてんずしキューべえ）は、2012年10月22日から12月10日まで関西テレビで毎週月曜日19時00分 - 19時55分 (JST) に放送されていたクイズ番組である。一部のフジテレビ系列局でも遅れネットで放送されていた。タイトルロゴでは「Brains Rotation Sushi Q-BEE」（ブレインズ・ローテーション・スシ・キューベエ）の英文が表記されていた。

## 概要
「Q兵衛寿司」の店長・後藤輝基（フットボールアワー）が出題する問題に、常連客やVIP客が挑む。スタジオセットやモニター画面上に問題を流す出題形式などは回転寿司をモチーフにしている。関西テレビ制作によるゴールデンタイムのクイズ番組は『クイズ関西人の脳みそ』以来18年ぶりとなる。
パイロット版として、2012年2月16日深夜に『雑学クイズバラエティ 廻れ!くくり寿司』（カキューン!!枠、関西ローカル）が放送された。
関西ローカルの番組であるが、収録は東京のレモンスタジオで行われていた。
2012年12月10日をもってレギュラー放送を終了。2012年12月29日の15:00 - 16:15には『頭脳回転ずしQ兵衛 出血大サービスSP』が放送されたが、両日とも番組終了のアナウンスは一切なかった。
後番組は松嶋尚美司会のバラエティ番組『口出しゴメン!セキララ☆小町』。

## 出演者

### Q兵衛寿司 店長（司会）
- 後藤輝基（フットボールアワー）

### 常連客チーム
全員寿司のイラストがプリントされたオレンジ色のTシャツを着用。
- 藤本敏史（FUJIWARA）
- 渡辺直美
- かまいたち（濱家隆一・山内健司 / 第1 - 2回）
- 銀シャリ（鰻和弘・橋本直 / 第3 - 7回・SP）

### VIPチーム
- 岩尾望（フットボールアワー）
- 週替わりでゲスト3名

## 基本ルール
藤本（キャプテン）が率いる「常連客チーム」と、岩尾とゲスト3名（キャプテンは毎回異なる）の「VIPチーム」による4対4の対抗戦。様々なクイズを行い、最終得点の多いチームが勝利となり、魚へんの漢字が書かれた湯飲みを模した巨大湯飲みのトロフィーが贈られる。第3回から第7回までとSPのエンディングでは、敗戦チームのアバターが恥ずかしいコスプレをして登場する罰ゲームが科せられた。

## クイズ一覧

### 一皿チェンジ寿司
レーンに流れる3つの文字を指示に従い一文字だけチェンジする。解答を間違えたり、自分の顔の皿がレーンの端まで到達すると爆発する。チーム4人が一人ずつ解答していき、それを3周行い、計12問出題される。1問正解で2点。
例題：「動物にチェンジ」の指示で、流れた3文字が「ぱんつ」だった場合→「つ」を「だ」にチェンジして、「ぱんだ」と解答すれば正解。

### 3皿くくり寿司
提示されたお題とレーンに流れる3枚のあるくくりの写真を見て、それが何かを答える。解答を間違えたり、自分の顔の皿がレーンの端まで到達すると爆発する。チーム4人が一人ずつ解答していき、それを2周行い、計8問出題される。1問正解で2点。
例題：お題が「この職業は何?」で、流れた3枚のくくり写真が「ホース」「ヘルメット」「はしご車」だった場合→「消防士」と解答すれば正解。

### スロットマシーン寿司
スロットマシンの4つのレーンの文字を画面向かって左側の人から1文字ずつ順番に止めて、正しい言葉を完成させる。各レーンは5つの文字と1つのフルーツで構成されていて、約4秒ペースで1周する。タイミングを間違えると本来止めたかった文字からずれてしまうため、注意が必要となる。4人全員が止め終わらないと正解か不正解かの判定が行われない。止める順番の並び方は、制限時間内なら途中で何度変更してもよい。1問正解で2点。制限時間は4分（第1 - 2・7回）または5分（第3 - 6・8回・SP）。
例題：「この番組の司会者は誰?」という問題の場合、左から「後」「藤」「輝」「基」の順番で文字を揃えられたら正解。

### 仕分け寿司
流れてくる10枚の写真をお題に沿って仕分ける。仕分け方は常連客チームがバットで打ち返し、VIPチームはハンマーで叩くが、いずれも写真が「ANSWER ZONE」に入ってから解答し、違う場合は何もしないで流す。このクイズでは解答者のアバターが登場し、画面上で本人に代わって解答。仕分けに失敗した場合は爆発し、アバターが吹っ飛んでいくが、次の問題から復活する。各チーム2名（キャプテンともう1名）が解答。1問正解で2点。
例題：お題が「魚を打て!」だった場合、「ぶり」や「さんま」の写真は打ち返したら（叩いたら）正解。「たこ」の写真は流せば正解。

### 射的寿司
お題に従い、レーンに流れてくる風船の文字が頭に付く言葉を答える。頭に付く文字が濁音・半濁音の言葉でも可。風船がレーンの端に到達したらアウト。制限時間は3分間で、正解数の多かったチームに10点。
例題：お題が「鳥の名前」で流れてきた風船の文字が「あ」だった場合→「あひる」と解答すれば正解。
第5回までは、4人の顔がモンタージュされた写真が4枚流れてくるのを見て、4人の人物が誰なのかを答えるものだった。左側の人から順番に一人ずつ解答していき、正解するとその人物の写真が撃ち抜かれていく。写真は一回しか流れないため、最後の写真がレーンの端に到達したら時間切れとなる。一人正解で2点。

### だんだん変化寿司
レーンに流れるあるくくりの写真（CTスキャンによる物の断面図、みかんの皮アート、有名人の似顔絵、有名人の幼少期からの成長写真など）を見て、分かった時点で解答する早押しクイズ。お手つきは3回まで。1問正解で5点。第6回までのクイズ名は「くくり寿司」だった。

### ぺちゃんこ寿司
制限時間20秒以内に、3枚の写真からお題に従って正しい写真の前でアバターを止める。間違えると倒れた写真でアバターがぺちゃんこになる。チーム4人が一人ずつ解答していき、それを2周行い、計8問出題される。1問正解につき2点。
例題：3枚の写真が「ニンジン」「サクランボ」「キャベツ」で、お題が「3つのうちフルーツはどれ?」の場合→「サクランボ」を選べば正解。

### 脳トレ書き取り寿司
1対1の勝ち抜き戦。制限時間20秒以内に解答の記入を済ませて、先に早押しボタンを押した方に解答権が与えられる。正解すれば引き続き次の問題にも挑戦できる。不正解だった場合は相手チームに解答権が移動し、相手チームが正解した場合、次のメンバーに交代となる。解答権が得られなかった場合も次のメンバーに交代。両者不正解もしくは時間切れの場合は引き分けとなり、一回だけ延長戦が行われ、延長戦でも両者不正解もしくは時間切れだった場合は、両チームとも次のメンバーに交代となる。ただしキャプテン同士の場合は、決着が着くまで延長戦が行われる。4人勝ち抜きで30点。
SPでは全員が解答に参加し、解答の記入を済ませて早押しボタンを押し正解した者から順次勝ち抜けていき、全員勝ち抜けたチームの勝利となった。勝利チームに30点。

#### ぐちゃぐちゃ漢字
漢字の一部が組み換えられたものを入れ換えて正しい熟語に直す書き取りクイズ。
例題：「立古」の場合、「古」上部の「十」を組み換えて「辛口」と解答すれば正解。

#### 言葉足し算
イラストで描かれた2つの物の名前を足して、一つの言葉に直す書き取りクイズ。
例題：「花」+「家」の場合、組み換えて「ハイエナ」と解答すれば正解。

## 放送リスト
| 回 | 放送日   | 常連客 得点 | 常連客 （太字はキャプテン）  | VIP （太字はキャプテン）                                               | VIP 得点 | 出題寿司 |
| -- | -------- | ----------- | ---------------------------- | ---------------------------------------------------------------------- | -------- | --- |
| 1  | 10月22日 | 54点        | 藤本敏史 渡辺直美 かまいたち | ほんこん（130R） ハリセンボン（近藤春菜・箕輪はるか） 岩尾望           | 80点     | 一皿チェンジ寿司 スロットマシーン寿司 仕分け寿司 くくり寿司 脳トレ書き取り寿司（ぐちゃぐちゃ漢字）                                               |
| 2  | 10月29日 | 61点        | 藤本敏史 渡辺直美 かまいたち | アンガールズ（田中卓志・山根良顕） 近藤春菜（ハリセンボン） 岩尾望     | 83点     | 一皿チェンジ寿司 スロットマシーン寿司 仕分け寿司 くくり寿司 脳トレ書き取り寿司（ぐちゃぐちゃ漢字）                                               |
| 3  | 11月5日  | 88点        | 藤本敏史 渡辺直美 銀シャリ   | 光浦靖子（オアシズ） 具志堅用高 中岡創一（ロッチ） 岩尾望              | 58点     | 一皿チェンジ寿司 スロットマシーン寿司 仕分け寿司 射的寿司 脳トレ書き取り寿司（言葉足し算） 《罰ゲームコスプレ：バレリーナ》                      |
| 4  | 11月12日 | 63点        | 藤本敏史 渡辺直美 銀シャリ   | ミッツ・マングローブ KABA.ちゃん 楽しんご 岩尾望                       | 80点     | 3皿くくり寿司 スロットマシーン寿司 仕分け寿司 くくり寿司 脳トレ書き取り寿司（ぐちゃぐちゃ漢字） 《罰ゲームコスプレ：ビキニ》                     |
| 5  | 11月19日 | 68点        | 藤本敏史 渡辺直美 銀シャリ   | 原西孝幸（FUJIWARA） 光浦靖子（オアシズ） 山崎邦正 岩尾望              | 92点     | 一皿チェンジ寿司 仕分け寿司 スロットマシーン寿司 くくり寿司 射的寿司 脳トレ書き取り寿司（言葉足し算） 《罰ゲームコスプレ：セーラー服》           |
| 6  | 11月26日 | 62点        | 藤本敏史 渡辺直美 銀シャリ   | 千原せいじ（千原兄弟） 松村邦洋 バービー（フォーリンラブ） 岩尾望      | 37点     | 3皿くくり寿司 だんだん変化寿司 スロットマシーン寿司 ぺちゃんこ寿司 脳トレ書き取り寿司（ぐちゃぐちゃ漢字） 《罰ゲームコスプレ：メイド》           |
| 7  | 12月3日  | 68点        | 藤本敏史 渡辺直美 銀シャリ   | 磯野貴理子 眞鍋かをり 矢口真里 岩尾望                                  | 87点     | だんだん変化寿司 一皿チェンジ寿司 スロットマシーン寿司 仕分け寿司 脳トレ書き取り寿司（言葉足し算） 《罰ゲームコスプレ：ボディービルダー》        |
| 8  | 12月10日 | 51点        | 藤本敏史 渡辺直美 銀シャリ   | 児嶋一哉（アンジャッシュ） ドランクドラゴン（塚地武雅・鈴木拓） 岩尾望 | 31点     | だんだん変化寿司 ぺちゃんこ寿司 スロットマシーン寿司 射的寿司 脳トレ書き取り寿司（ぐちゃぐちゃ漢字）                                             |
| SP | 12月29日 | 70点        | 藤本敏史 渡辺直美 銀シャリ   | 千原ジュニア 菊川怜 鈴木奈々 岩尾望                                    | 102点    | だんだん変化寿司 一皿チェンジ寿司 スロットマシーン寿司 仕分け寿司 ぺちゃんこ寿司 脳トレ書き取り寿司（言葉足し算） 《罰ゲームコスプレ：ハゲヅラ》 |

## ネット局
| 放送対象地域 | 放送局                | 系列           | 放送日時                     | 放送開始日     | 遅れ       |
| ------------ | --------------------- | -------------- | ---------------------------- | -------------- | ---------- |
| 近畿広域圏   | 関西テレビ（KTV）     | フジテレビ系列 | 月曜 19:00 - 19:55           | 2012年10月22日 | 制作局     |
| 北海道       | 北海道文化放送（uhb） | フジテレビ系列 | 木曜 1:10 - 2:10（水曜深夜） | 2012年11月8日  | 遅れネット |
| 長野県       | 長野放送（NBS）       | フジテレビ系列 | 土曜 1:05 - 2:05（金曜深夜） | 2012年11月3日  | 遅れネット |

## スタッフ
- ナレーション：太田真一郎
- 構成：忠尾宏、矢野了平、谷田彰吾、石原大二郎、道蔦岳史、原雄二、向山佳綱、佐藤允彦、土屋啓
- TP：辻本豊
- TD：竹内弘佳
- カメラ：日浅宏一、小澤義紀
- 音声：吹野真穏
- 映像：横井甲児
- 照明：三嘴繁
- TK：渡辺千智
- 美術デザイン：野口陽介
- 美術制作：内藤佳奈子
- 美術進行：横山勇
- 大道具：卜部徹夫
- マルチ：大高貢
- メイク：吉田みわ
- CGシステム：佐藤薫生
- ロゴデザイン：岸和弘
- イラスト：森三平、グレートインターナショナル
- 美術協力：フジアール
- CGデザイン：オフィス二枚貝、ウイングスパン
- 編集：よしだ裕二、田中康輔、土谷昇生
- MA：真嶋祐司
- 音響効果：大久保吉久
- 技術協力：東洋レコーディング、八峯テレビ、3×7、ビッグタウンズ
- 宣伝：宮内覚
- 写真協力：アフロ、ゲッティイメージズ
- 撮影協力：東芝ITコントロールシステム、カリカチュア・ジャパン
- 制作協力：トップシーン、ホームラン製作所
- アシスタントプロデューサー：永瀬琢也
- ディレクター：勝村武史、大西慶樹、室伏幸太郎、本田裕美
- 演出：亀田剛、石川のりひさ
- 総合演出：田中経一
- プロデューサー：細川陽子、高橋貞彦
- 制作著作：関西テレビ